# Setophaga
Setophaga is een geslacht van zangvogels uit de familie van de Amerikaanse zangers (Parulidae). De wetenschappelijke naam van het geslacht is voor het eerst geldig gepubliceerd in 1827 door Swainson. Heel lang kende dit geslacht maar één soort,  de Amerikaanse roodstaart (Setophaga ruticilla), maar sinds 2011 zijn alle soorten die eerst in het geslacht Dendroica waren beschreven, ondergebracht in dit geslacht.

## Soorten
De volgende soorten zijn bij het geslacht ingedeeld:
- Setophaga adelaidae – Adelaides zanger
- Setophaga aestiva – Gele zanger
- Setophaga americana – Brilparulazanger
- Setophaga angelae – Puerto-Ricozanger
- Setophaga auduboni – Audubons zanger
- Setophaga caerulescens – Blauwe zwartkeelzanger
- Setophaga castanea – Kastanjezanger
- Setophaga cerulea – Azuurzanger
- Setophaga chrysoparia – Geelwangzanger
- Setophaga citrina – Monnikszanger
- Setophaga coronata – Mirtezanger
- Setophaga delicata – Sint-Luciazanger
- Setophaga discolor – Prairiezanger
- Setophaga dominica – Geelkeelzanger
- Setophaga flavescens – Bahamazanger
- Setophaga fusca – Sparrenzanger
- Setophaga goldmani – Goldmans zanger
- Setophaga graciae – Grace' zanger
- Setophaga kirtlandii – Kirtlands zanger
- Setophaga magnolia – Magnoliazanger
- Setophaga nigrescens – Grijze zwartkeelzanger
- Setophaga occidentalis – Heremietzanger
- Setophaga palmarum – Palmzanger
- Setophaga pensylvanica – Roestflankzanger
- Setophaga petechia – Mangrovezanger
- Setophaga pharetra – Jamaicazanger
- Setophaga pinus – Dennenzanger
- Setophaga pitiayumi – Maskerparulazanger
- Setophaga pityophila – Cubazanger
- Setophaga plumbea – Guadeloupezanger
- Setophaga ruticilla – Amerikaanse roodstaart
- Setophaga striata – Zwartkopzanger
- Setophaga subita – Barbudazanger
- Setophaga tigrina – Tijgerzanger
- Setophaga townsendi – Townsends zanger
- Setophaga virens – Gele zwartkeelzanger
- Setophaga vitellina – Kaaimanzanger